# Shorttrack op de Olympische Winterspelen 2010 - 500 m mannen
De 500 meter mannen tijdens de Olympische Winterspelen 2010 vond plaats in het Pacific Coliseum op donderdag 25 februari met de voorronden, kwart- en halve finales en op vrijdag 26 februari met de finales.

## Uitslagen

### Heats
Heat 1
| # | Naam              | Land | Tijd   | Bijz. |
| - | ----------------- | ---- | ------ | ----- |
| 1 | Sung Si-bak       | KOR  | 41,889 | Q     |
| 2 | Niels Kerstholt   | NED  | 42,180 | Q     |
| 3 | Nicolas Bean      | ITA  | 42,344 |       |
| 4 | Takahiro Fujimoto | JPN  | 42,366 |       |

Heat 2
| # | Naam               | Land | Tijd   | Bijz. |
| - | ------------------ | ---- | ------ | ----- |
| 1 | Lee Ho-suk         | KOR  | 41,632 | Q     |
| 2 | Simon Cho          | USA  | 41,726 | Q     |
| 3 | Semjon Jelistratov | RUS  | 42,982 |       |
| 4 | Sjinkie Knegt      | NED  | 44,448 |       |

Heat 3
| # | Naam          | Land | Tijd     | Bijz. |
| - | ------------- | ---- | -------- | ----- |
| 1 | Kwak Yoon-gy  | KOR  | 42,147   | Q     |
| 2 | Pieter Gysel  | BEL  | 42,443   | Q     |
| 3 | Peter Darasz  | HUN  | 42,800   |       |
| 4 | Jordan Malone | USA  | 1.03,884 |       |

Heat 4
| # | Naam             | Land | Tijd   | Bijz. |
| - | ---------------- | ---- | ------ | ----- |
| 1 | Charles Hamelin  | CAN  | 41,463 | Q     |
| 2 | Jon Eley         | GBR  | 42,081 | Q     |
| 3 | Nicola Rodigari  | ITA  | 42,190 |       |
| 4 | Roeslan Zacharov | RUS  | 43,207 |       |

Heat 5
| # | Naam              | Land | Tijd   | Bijz. |
| - | ----------------- | ---- | ------ | ----- |
| 1 | Thibaut Fauconnet | FRA  | 41,730 | Q     |
| 2 | Tyson Heung       | GER  | 41,835 | Q     |
| 3 | Blake Skjellerup  | NZL  | 42,510 |       |
| 4 | Wenhao Liang      | CHN  |        | DSQ   |

Heat 6
| # | Naam                    | Land | Tijd     | Bijz. |
| - | ----------------------- | ---- | -------- | ----- |
| 1 | François-Louis Tremblay | CAN  | 41,397   | OR, Q |
| 2 | Haralds Silovs          | LAT  | 41,673   | Q     |
| 3 | Yungfeng Ma             | CHN  | 41,954   |       |
| 4 | Yuri Confortola         | ITA  | 1.17,401 |       |

Heat 7
| # | Naam             | Land | Tijd   | Bijz. |
| - | ---------------- | ---- | ------ | ----- |
| 1 | Apolo Anton Ohno | USA  | 41,665 | Q     |
| 2 | Olivier Jean     | CAN  | 41,737 | Q     |
| 3 | Paul Worth       | GBR  | 42,936 |       |
| - | Aidar Bekzhanov  | KAZ  |        | DSQ   |

Heat 8
| # | Naam            | Land | Tijd   | Bijz. |
| - | --------------- | ---- | ------ | ----- |
| 1 | Jianliang Han   | CHN  | 41,869 | Q     |
| 2 | Jumpei Yoshizwa | JPN  | 42,158 | Q     |
| 3 | Robert Seifert  | GER  | 42,181 |       |
| 4 | Viktor Knoch    | HUN  | 42,197 |       |

### Kwartfinales
Heat 1
| # | Naam            | Land | Tijd   | Bijz. |
| - | --------------- | ---- | ------ | ----- |
| 1 | Charles Hamelin | CAN  | 40,770 | Q, OR |
| 2 | Sung Si-bak     | KOR  | 40,821 | Q     |
| 3 | Simon Cho       | USA  | 41,211 |       |
| 4 | Niels Kerstholt | NED  | 42,128 |       |

Heat 2
| # | Naam              | Land | Tijd   | Bijz. |
| - | ----------------- | ---- | ------ | ----- |
| 1 | Jon Eley          | GBR  | 41,875 | Q     |
| 2 | Apolo Anton Ohno  | USA  | 42,004 | Q     |
| 3 | Tyson Heung       | GER  | 48,554 | ADV   |
| 4 | Thibaut Fauconnet | FRA  | 51,339 |       |

Heat 3
| # | Naam             | Land | Tijd   | Bijz. |
| - | ---------------- | ---- | ------ | ----- |
| 1 | Lee Ho-suk       | KOR  | 41,269 | Q     |
| 2 | Olivier Jean     | CAN  | 41,275 | Q     |
| 3 | Jialiang Han     | CHN  | 41,443 |       |
| 4 | Jumpei Yoshizawa | JPN  | 41,906 |       |

Heat 4
| # | Naam                    | Land | Tijd   | Bijz. |
| - | ----------------------- | ---- | ------ | ----- |
| 1 | François-Louis Tremblay | CAN  | 41,326 | Q     |
| 2 | Kwak Yoon-gy            | KOR  | 41,761 | Q     |
| 3 | Haralds Silovs          | LAT  | 41,837 |       |
| 4 | Pieter Gysel            | BEL  | 41,980 |       |

### Halve finales
Heat 1
| # | Naam            | Land | Tijd   | Bijz. |
| - | --------------- | ---- | ------ | ----- |
| 1 | Charles Hamelin | CAN  | 40,964 | QA    |
| 2 | Sung Si-bak     | KOR  | 41,126 | QA    |
| 3 | Tyson Heung     | GER  | 41,455 | QB    |
| 4 | Jon Eley        | GBR  | 41,504 | QB    |
| - | Olivier Jean    | CAN  |        | DSQ   |

Heat 2
| # | Naam                    | Land | Tijd     | Bijz. |
| - | ----------------------- | ---- | -------- | ----- |
| 1 | Apolo Anton Ohno        | USA  | 41,460   | QA    |
| 2 | François-Louis Tremblay | CAN  | 41,515   | QA    |
| 3 | Kwak Yoon-gy            | KOR  | 41,620   | QB    |
| 4 | Lee Ho-suk              | KOR  | 1.24,514 | QB    |

### Finales
A-finale
| #      | Naam                    | Land | Tijd   | Bijz. |
| ------ | ----------------------- | ---- | ------ | ----- |
| Goud   | Charles Hamelin         | CAN  | 40,981 |       |
| Zilver | Sung Si-bak             | KOR  | 41,340 |       |
| Brons  | François-Louis Tremblay | CAN  | 46,366 |       |
| -      | Apolo Anton Ohno        | USA  |        | DSQ   |

B-finale
| # | Naam         | Land | Tijd   | Bijz. |
| - | ------------ | ---- | ------ | ----- |
| 4 | Kwak Yoon-gy | KOR  | 42,123 |       |
| 5 | Tyson Heung  | GER  | 42,307 |       |
| 6 | Jon Eley     | GBR  | 42,681 |       |
| 7 | Lee Ho-suk   | KOR  | 49,149 |       |